# Список богомолів США
У фауні США відомо 35 видів богомолів, з яких 6 завезені на територію країни людиною. Більшість видів богомолів мешкають лише в південних та теплих регіонах США, переважно з субтропічним кліматом. У більш північних регіонах та в Канаді поширені 3 види: богомол звичайний, Tenodera sinensis та Litaneutria superna, де останній — єдиний місцевий вид на півдні Канади.

## Список видів
| Наукова назва, автор, рік опису              | Таксономія             | Статус МСОП | Зображення | Зауваження щодо поширення |
| Mantis religiosa Linnaeus, 1758              | Родина Mantidae        | LC          |            | Походить з Європи. Завезений на північний схід США, звідки поширився по східних та південних штатах. Також завезений на південь Канади: на півдні Квебеку, Онтаріо, південному сході Британської Колумбії. Надалі заселив західне узбережжя США. |
| Tenodera angustipennis Saussure, 1869        | Родина Mantidae        | —           |            | Походить з Китаю. Завезений у штат Нью-Йорк. Поширився у Делаварі, на сході Вірджинії, Північної Кароліни, Нью-Джерсі. |
| Tenodera sinensis Saussure, 1869             | Родина Mantidae        | —           |            | Походить з Далекого Сходу Азії. Завезений на північний схід США, звідки поширився по східних та південних штатах. Також завезений на південь Канади, де відомий на півдні Онтаріо й Квебеку. На початку XXI століття поширений у Каліфорнії.     |
| Litaneutria minor (Scudder, 1872)            | Родина Amelidae        | -           |            | Поширений від Монтани та Північної Дакоти широкою смугою до Техасу й далі на південь у Мексику |
| Litaneutria skinneri Rehn, 1907              | Родина Amelidae        | -           |            | На сході Аризони та на заході Нью-Мексико |
| Litaneutria ocularis Saussure, 1892          | Родина Amelidae        | -           |            | На півдні Каліфорнії та Аризони |
| Litaneutria obscura Scudder, 1896            | Родина Amelidae        | -           |            | Південний схід Каліфорнії, південь Невади, північний захід Аризони |
| Litaneutria pacifica Scudder, 1896           | Родина Amelidae        | -           |            | У Каліфорнії |
| Litaneutria emarginata Anderson, 2018        | Родина Amelidae        | -           |            | Вздовж кордону Техасу з Мексикою |
| Litaneutria baccina Anderson, 2021           | Родина Amelidae        | -           |            | Переважно в Неваді та Юті, також на півдні Айдахо й Орегону, дещо на сході Каліфорнії та на заході Вайомінгу |
| Litaneutria chaparrali Anderson, 2021        | Родина Amelidae        | -           |            | На півдні Каліфорнії |
| Litaneutria scopulosa Anderson, 2021         | Родина Amelidae        | -           |            | На сході Юти, півдні Вайомінгу та на заході Колорадо |
| Litaneutria superna Anderson, 2021           | Родина Amelidae        | -           |            | Єдиний аборигенний вид Канади. Поширений у Британській Колумбії, штатах Вашингтон, Орегон і Айдахо |
| Yersiniops solitarius (Scudder, 1896)        | Родина Amelidae        | —           |            | |
| Yersiniops sophronicus (Rehn & Hebard, 1908) | Родина Amelidae        | —           |            | |
| Gonatista grisea                             | Родина Epaphroditidae  | -           |            | Поширений у Флориді, Джорджії, Південній Кароліні |
| Liturgusa maya                               | Родина Liturgusidae    | -           |            | Походить з тропічної Америки. Виявлений як інвазійний вид у Флориді |
| Iris oratoria Fischer-Waldheim, 1846         | Родина Eremiaphilidae  | -           |            | Завезений з Європи. Поширений на південному заході США: на півдні Каліфорнії, Нью-Мексико |
| Stagmomantis californica Rehn & Hebard, 1909 | Родина Mantidae        | —           |            | Поширений від Каліфорнії до Колорадо й на південь до Техасу. |
| Stagmomantis carolina (Linné, 1763)          | Родина Mantidae        | —           |            | Поширений на південь і схід від Юти до Мексики й Нью-Джерсі та Флориди. |
| Stagmomantis floridensis Davis, 1919         | Родина Mantidae        | —           |            | Флорида. |
| Stagmomantis limbata (Hahn, 1835)            | Родина Mantidae        | —           |            | |
| Stagmomantis gracilipes Rehn, 1907           | Родина Mantidae        | —           |            | |
| Stagmomantis resacae                         | Родина Mantidae        | —           |            | Описаний у Техасі 2021 року. |
| Phyllovates chlorophaea                      | Родина Mantidae        | —           |            | |
| Pseudovates arizonae                         | Родина Mantidae        | —           |            | |
| Statilia maculata                            | Родина Mantidae        | —           |            | |
| Brunneria borealis                           | Родина Coptopterygidae | —           |            | Поширений у Аризоні, Техасі. |
| Mantoida maya                                | Родина Mantoididae     | —           |            | Поширений у Флориді |
| Bistanta mexicana                            | Родина Thespidae       | —           |            | Аризона, Техас |
| Oligonicella scudderi                        | Родина Thespidae       | —           |            | Поширений від Техасу та Флориди, на північ до Небраски та Міссурі |
| Thesprotia graminis                          | Родина Thespidae       | —           |            | Відомий у Флориді, також на захід до Техасу вздовж узбережжя Мексиканської затоки. |
| Acontista cordillerae                        | Родина Acontistidae    | —           |            | Виявлений у Флориді в 2014-2020 роках. |